# Natação no Campeonato Mundial de Esportes Aquáticos de 2013 - 4x100 m medley feminino
A prova do revezamento 4x100 metros medley feminino da natação no Campeonato Mundial de Esportes Aquáticos de 2013 ocorreu no dia 4 de agosto no Palau Sant Jordi  em Barcelona.

## Recordes
Antes desta competição, os recordes mundiais e do campeonato nesta prova eram os seguintes:
| Tipo                  | Atleta         | Tempo   | Local   | Data                |
| --------------------- | -------------- | ------- | ------- | ------------------- |
|                       | Estados Unidos | 3:52.05 | Londres | 4 de agosto de 2012 |
| Recorde do campeonato | China          | 3:52.19 | Roma    | 1 de agosto de 2009 |

## Medalhistas
| Ouro                                                                          | Prata                                                                    | Bronze                                                                          |
| Estados Unidos · Missy Franklin · Jessica Hardy · Dana Vollmer · Megan Romano | Austrália · Emily Seebohm · Sally Foster · Alicia Coutts · Cate Campbell | Rússia · Daria Ustinova · Yuliya Yefimova · Svetlana Chimrova · Veronika Popova |

## Resultados

### Eliminatórias
Esses foram os resultados das eliminatórias.
| Pos. | Bateria | Raia | Nadadoras                                                                                                   | Nacionalidade  | Tempo   | Notas            |
| ---- | ------- | ---- | --- | -------------- | ------- | ---------------- |
| 1    | 2       | 4    | Elizabeth Pelton (1:00.83) Breeja Larson (1:05.68) Claire Donahue (58.67) Shannon Vreeland (53.48)          | Estados Unidos | 3:58.66 | Q                |
| 2    | 1       | 4    | Emily Seebohm (58.79) Samantha Marshall (1:07.71) Alicia Coutts (57.22) Emma McKeon (55.01)                 | Austrália      | 3:58.73 | Q                |
| 3    | 2       | 3    | Fu Yuanhui (59.57) Sun Ye (1:07.81) Lu Ying (58.17) Tang Yi (53.84)                                         | China          | 3:59.39 | Q                |
| 4    | 1       | 3    | Lauren Quigley (1:00.32) Sophie Allen (1:07.95) Jemma Lowe (57.85) Amy Smith (53.92)                        | Reino Unido    | 4:00.04 | Q                |
| 5    | 2       | 5    | Aya Terakawa (59.72) Satomi Suzuki (1:07.40) Natsumi Hoshi (58.60) Haruka Ueda (54.46)                      | Japão          | 4:00.18 | Q                |
| 6    | 2       | 2    | Hilary Caldwell (1:00.47) Martha McCabe (1:08.12) Katerine Savard (57.51) Chantal van Landeghem (54.24)     | Canadá         | 4:00.34 | Q                |
| 7    | 1       | 5    | Daria Ustinova (1:00.11) Anna Belousova (1:08.32) Svetlana Chimrova (58.27) Veronika Popova (53.99)         | Rússia         | 4:00.69 | Q                |
| 8    | 2       | 1    | Lisa Graf (1:00.89) Caroline Ruhnau (1:09.06) Alexandra Wenk (58.31) Britta Steffen (53.04)                 | Alemanha       | 4:01.30 | Q                |
| 9    | 2       | 6    | Michelle Coleman (1:02.30) Joline Höstman (1:07.89) Sarah Sjöström (57.48) Louise Hansson (55.16)           | Suécia         | 4:02.83 |                  |
| 10   | 1       | 2    | Duane da Rocha (1:01.03) Marina García (1:07.55) Judit Ignacio Sorribes (59.73) Melanie Costa (55.48)       | Espanha        | 4:03.79 |                  |
| 11   | 1       | 1    | Jessica Ashley-Cooper (1:01.84) Tara-Lynn Nicholas (1:09.48) Marne Erasmus (1:00.51) Karin Prinsloo (54.63) | África do Sul  | 4:06.46 |                  |
| 12   | 1       | 8    | Etiene Medeiros (1:02.06) Beatriz Travalon (1:10.29) Daynara de Paula (59.70) Larissa Oliveira (54.86)      | Brasil         | 4:06.91 |                  |
| 13   | 2       | 9    | Fernanda González (1:01.91) Erica Dittmer (1:10.79) Rita Medrano (1:00.34) Liliana Ibañez (55.78)           | México         | 4:08.82 | Recorde nacional |
| 14   | 1       | 0    | Anni Alitalo (1:03.78) Jenna Laukkanen (1:08.49) Tanja Kylliäinen (1:02.42) Hanna-Maria Seppälä (54.41)     | Finlândia      | 4:09.10 |                  |
| 15   | 1       | 7    | Tao Li (1:03.44) Samantha Yeo (1:11.05) Quah Ting Wen (59.70) Amanda Lim (56.50)                            | Singapura      | 4:10.69 |                  |
| 16   | 1       | 9    | Kim Ji-Hyun (1:04.16) Back Su-Yeon (1:09.19) Park Jin-Young (1:00.49) Hwang Seo-Jin (56.91)                 | Coreia do Sul  | 4:10.75 |                  |
| 17   | 2       | 8    | Hoi Shun Stephanie Au (1:01.95) Man Yi Yvette Kong (1:10.68) Chan Kin Lok (1:03.31) Sze Hang Yu (55.82)     | Hong Kong      | 4:11.76 |                  |
| 18   | 1       | 6    | Federica Pellegrini (1:01.31) Lisa Fissneider (1:07.97) Ilaria Bianchi (57.49) Erika Ferraioli              | Itália         | 99.98   | DSQ              |
| 18   | 2       | 7    | Cloé Credeville (1:00.86) Sophie de Ronchi (1:09.02) Mélanie Henique (1:00.79) Coralie Balmy                | França         | 99.98   | DSQ              |
| 19   | 2       | 0    | | Chéquia        | 99.99   | DNS              |

### Final
Esse foi o resultado da final. 
| Pos.              | Raia | Nadadoras                                                                                               | Nacionalidade  | Tempo   | Notas |
| ----------------- | ---- | --- | -------------- | ------- | ----- |
| Medalha de ouro   | 4    | Missy Franklin (58.39) Jessica Hardy (1:05.10) Dana Vollmer (56.31) Megan Romano (53.43)                | Estados Unidos | 3:53.23 |       |
| Medalha de prata  | 5    | Emily Seebohm (59.40) Sally Foster (1:06.84) Alicia Coutts (56.89) Cate Campbell (52.09)                | Austrália      | 3:55.22 |       |
| Medalha de bronze | 1    | Daria Ustinova (1:00.58) Yuliya Yefimova (1:04.82) Svetlana Chimrova (57.64) Veronika Popova (53.43)    | Rússia         | 3:56.47 |       |
| 4                 | 3    | Fu Yuanhui (59.51) Sun Ye (1:07.71) Lu Ying (56.76) Tang Yi (53.32)                                     | China          | 3:57.30 |       |
| 5                 | 2    | Aya Terakawa (58.70) = Satomi Suzuki (1:06.73) Natsumi Hoshi (58.37) Haruka Ueda (54.26)                | Japão          | 3:58.06 |       |
| 6                 | 6    | Lauren Quigley (1:00.30) Sophie Allen (1:07.82) Jemma Lowe (57.34) Francesca Halsall (53.21)            | Reino Unido    | 3:58.67 |       |
| 7                 | 7    | Hilary Caldwell (1:00.76) Martha McCabe (1:07.66) Katerine Savard (57.42) Chantal van Landeghem (54.35) | Canadá         | 4:00.19 |       |
| 8                 | 8    | Lisa Graf (1:01.22) Caroline Ruhnau (1:08.32) Alexandra Wenk (58.91) Britta Steffen (53.36)             | Alemanha       | 4:01.81 |       |

Legenda
| Recorde mundial       | Recorde mundial (World record)               |                       | Recorde africano                      | Recorde africano (African) |                                           | Q | Classificado por posição (Qualified) |
| Recorde do campeonato | Recorde do campeonato (Championship record)  | Recorde da América    | Recorde da América (Americas)         | q                          | Classificado por melhor tempo (Qualified) |   |                                      |
| Melhor marca do ano   | Melhor marca do ano (World leading)          | Recorde asiático      | Recorde asiático (Asian)              | DNS                        | Não largou (Did not start)                |   |                                      |
| Recorde nacional      | Recorde nacional (National record)           | Recorde europeu       | Recorde europeu (European)            | DNF                        | Não terminou (Did not finish)             |   |                                      |
| Recorde pessoal       | Recorde pessoal do atleta (Personal best)    | Recorde da Oceania    | Recorde da Oceania (Oceania)          | DSQ / DQ                   | Desclassificado (Disqualified)            |   |                                      |
| Recorde da temporada  | Recorde da temporada do atleta (Season best) | Recorde sul-americano | Recorde sul-americano (South America) | NM                         | Sem marca (No mark)                       |   |                                      |